# Freeport (Michigan)
Freeport – wieś w Stanach Zjednoczonych, w stanie Michigan, w hrabstwie Barry.